# Eugênio Latour
Eugênio Latour ( Rio de Janeiro, 1874 — Rio de Janeiro, 2 de outubro de 1942) foi um pintor e gravador brasileiro, com temáticas de cunho social e moral, além de paisagens e figuras femininas. Também realizou trabalhos no campo da gravura em metal e madeira.
Ingressou aos 20 anos na Escola Nacional de Belas-Artes, onde estudou com Zeferino da Costa, Rodolfo Amoedo e Henrique Bernardelli. Conquistou em 1900 na exposição do Salão, uma menção honrosa, no ano seguinte medalha de prata, com Depois da Colheita; em 1902 ganhou a viagem à Europa, com um quadro de gênero, Escolha Difícil, indo então aperfeiçoar-se na Itália.
Já no Salão de 1905 expõe 15 obras, entre figuras femininas, paisagens e uma grande composição, Praga Social - O Álcool. Em 1907, remete de Roma três óleos. Foi Medalha de ouro em pintura e menção honrosa em aquarela no Salão de 1908. Estuda na França e Itália, até 1908. Ao retornar da Europa, deu inicio a grande atividade.
Em 1910 regressou mais uma vez à Itália, agora para participar com diversos outros artistas, da decoração da cúpula do pavilhão brasileiro na Exposição Internacional de Turim, em 1911. Depois de concluída a tarefa, instalou seu ateliê em Florença, onde permaneceu até 1941, radicado como cidadão italiano.
Foi membro do júri do 23º Salão Nacional de Belas Artes de Porto Alegre, em 1919 e participou do 1º Salão Paulista de Belas Artes, em 1934.
Sua obra é pequena, e sua modéstia e discrição ajudaram para que ao falecer fosse um nome praticamente esquecido do público.
O Museu Nacional de Belas Artes fez uma retrospectiva de seus trabalhos em 1944, expondo seus auto-retratos. Em 1952, no mesmo museu, suas obras participam da exposição Um Século de Pintura Brasileira.
Além do MNBA, tem obras expostas nos acervo do Instituto de Artes da UFRGS , da Pinacoteca do Estado de São Paulo e do Museu Antônio Parreiras em Niterói.